# Argyractis benezetalis
Argyractis benezetalis là một loài bướm đêm trong họ Crambidae.